# Palazzo Tomacelli-Carafa
Il Palazzo Tomacelli-Carafa è un edificio d'interesse storico e architettonico di Napoli, ubicato in via dei Tribunali.
Il palazzo, tra i più rilevanti della strada, venne eretto su commissione della famiglia Tomacelli nel XV secolo; mentre già nel XVII secolo passò alla famiglia Carafa, dei duchi di Traetto. L'appartenenza consecutiva a queste due illustri famiglie è testimoniata dallo stemma bipartito in marmo bianco situato sulla chiave di volta dell'imponente portale seicentesco a bugne arrotondate; al di sopra di quest'ultimo si ammira il balcone centrale che ha come parapetto una raffinata balaustra in marmo bianco. A rifacimenti del XVI secolo vanno certamente ricondotti: il portico a tre arcate con pilastri in piperno sulla parete di fondo del cortile e la notevole scala a pianta quadrata, sporgente a destra, con arcate in piperno e balaustre in piperno ad ogni piano.
Allo stato attuale è adibito ad abitazioni private in condizioni conservative non eccelse.

## Altre immagini

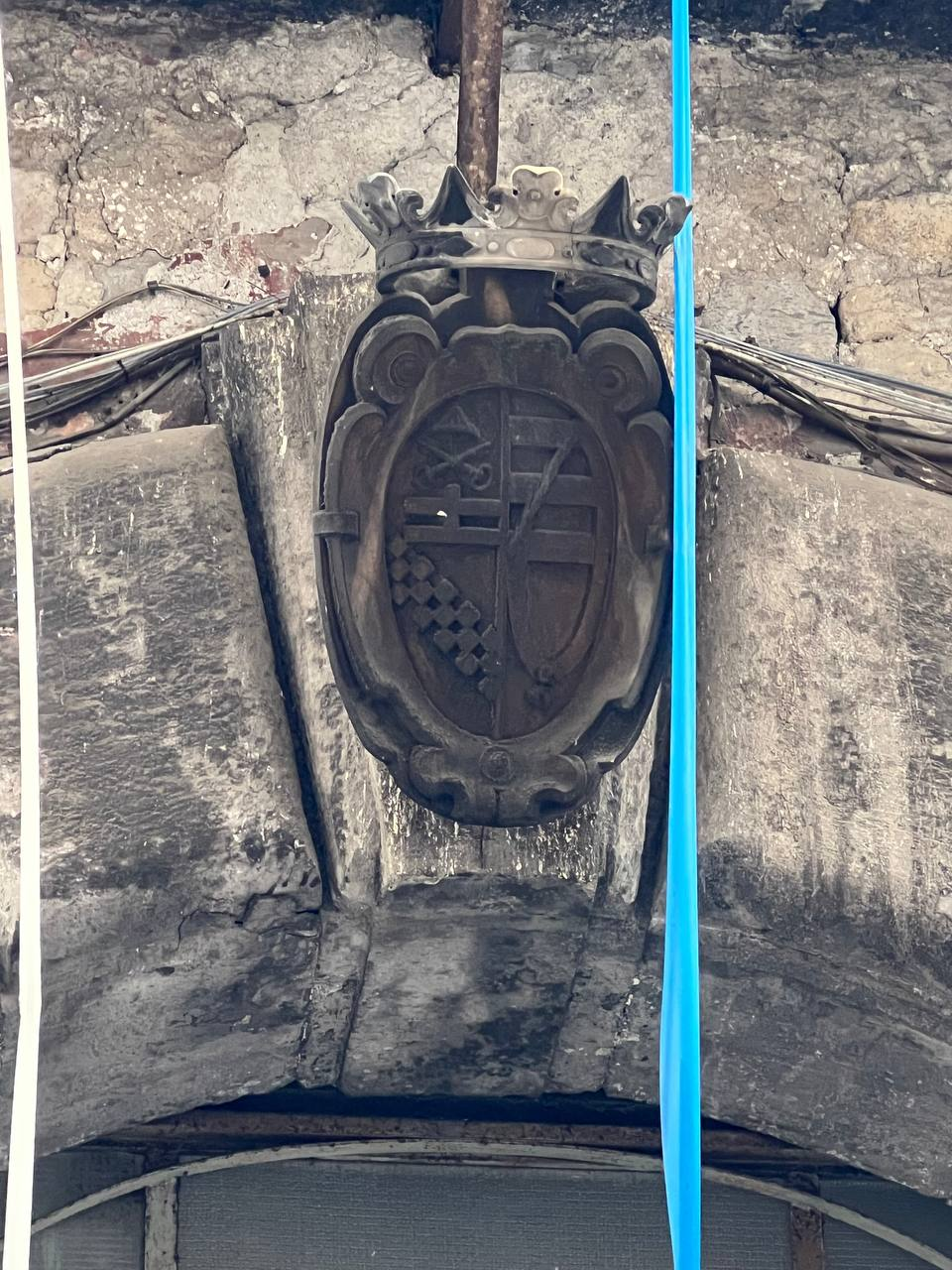
Lo stemma
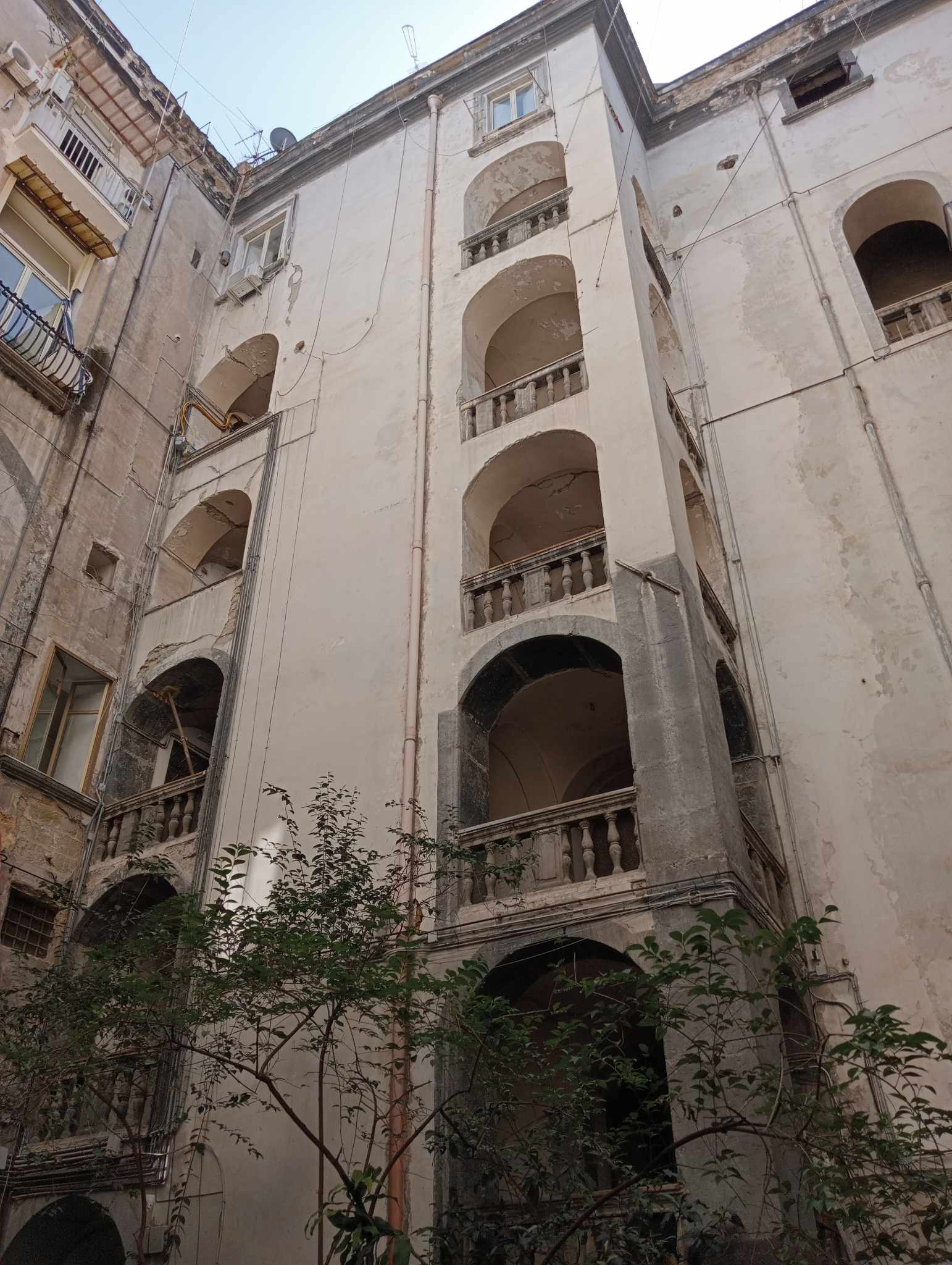
Lo scalone (in stato di degrado)